# 희무
희무(姬武, ? ~ ?)는 후한 초기의 제후로, 주나라 왕실의 후손이다.

## 생애
건무 5년(29년), 아버지 희상의 뒤를 이어 주승휴공(周承休公)에 봉해졌다.
건무 13년(37년), 위공(衛公)으로 옮겨졌다. 이는 《한서》·《후한서》에서 모두 기록이 보이는데, 후한서에서는 희상이 봉해진 것으로 잘못 기록되어 있다.

## 출전
- 반고, 《한서》 권18 외척은택후표
- 범엽, 《후한서》 권1하 광무제기 下